# Setaria perrieri
Setaria perrieri är en gräsart som beskrevs av Aimée Antoinette Camus. Setaria perrieri ingår i släktet kolvhirser, och familjen gräs. Inga underarter finns listade i Catalogue of Life.